# هارفي سبنسر ستيفنز
هارفي سبنسر ستيفنز (بالإنجليزية: Harvey Spencer Stephens)‏ هو ممثل بريطاني، ولد في 12 نوفمبر 1970 في المملكة المتحدة.

## أعمال

### أفلام
- (1976) الطالع[4]

## وصلات خارجية
- هارفي سبنسر ستيفنز على موقع IMDb (الإنجليزية)
- هارفي سبنسر ستيفنز على موقع قاعدة بيانات الفيلم (الإنجليزية)